# Cucullia strigata
Cucullia strigata là một loài bướm đêm trong họ Noctuidae.